# The Incident (Modern Family)
The Incident é o quarto episódio da primeira temporada da série Modern Family. O episódio estreou em outubro de 2009. O episódio foi exibido originalmente pela ABC no dia 14 de Outubro de 2009 nos EUA. 

## Sinopse
DeDe, mãe de Claire e Mitchell, pára para uma visita surpresa e quer tentar fazer as pazes com todos que ela ofendeu durante o "incidente" que ela causou no casamento de Jay e Glória. DeDe tinha bebido muito durante o evento, eventualmente, ela fez um escândalo. Haley quer assistir a um concerto com o namorado, Dylan, mas Claire e Phil se recusam a deixá-la ir. Mais tarde, tudo entra em jogo quando toda a família se reúne na casa de Claire para jantar. Dylan canta uma canção para provar que ele é bom o suficiente para levar Haley para o concerto. Enquanto isso Mitchell se transforma novamente no garoto de recados da mamãe sempre limpando a bagunça que ela apronta.

## Críticas
Na sua transmissão original americana, "The Incident" foi visto por cerca de 9.353 mil de famílias e recebeu uma classificação de 5,8/10. O episódio recebeu críticas de aclamação dos críticos. BuddyTV chamou este episódio de o melhor episódio de 2009 dizendo: "A matriarca da família voltou a causar problemas, mas o que selou o acordo sobre a grandeza deste episódio foi o desempenho de Dylan e de sua cativante, mas imprópria canção "In the Moonlight (Do Me)". Robert Canning da IGN deu ao episódio uma nota 9/10. Jason Hughes do TV Squad fez ao episódio um comentário positivo e elogiou o elenco especialmente Shelley Long. Michael Slezak da Entertainment Weekly afirmou que "Justamente quando você pensa que Modern Family não pode ficar mais engraçado, ela o faz". Muitos críticos têm elogiado o desempenho de Shelley Long como DeDe. Michael Slezak disse "O vazamento de Shelley Long como a ex-esposa de Jay foi um golpe de gênio". 